# 白苏维翁
白蘇維濃（法語：Sauvignon Blanc，發音：[soviɲɔ̃ blɑ̃] ⓘ，又譯白苏维翁、白苏维浓，是一种绿皮葡萄品种，源自于法国的波尔多地区。葡萄名称最有可能得名于法语单词Sauvage（野生）和Blanc（白色），由于其早期的起源在法国西南部。长相思葡萄可以种植在世界上的许多葡萄酒地区，广泛种植在法国，智利、加拿大、澳大利亚、新西兰、南非、巴西、摩尔多瓦和加利福尼亚，與莎當妮成為最廣泛釀造的白葡萄酒。
葡萄酒专家用“脆、优雅、和新鲜”作为来描述来自卢瓦尔河谷和新西兰的长相思葡萄酒。长相思葡萄酒，适合稍微冰镇后，与鱼和奶酪搭配食用，尤其是山羊乳酪。长相思葡萄酒是第一批用旋转瓶盖出品的葡萄酒，尤其是在新西兰生产商那里发扬光大。

## 历史
白苏维濃葡萄起源可追溯到法国西部的卢瓦尔河谷和波尔多地区。在19世纪，种植在波尔多的红葡萄酒经常点缀着绿色的（在智利称为綠蘇維儂）以及白色长相思突变成粉色变成灰长相思葡萄酒。克里斯塔布蘭卡酒莊的创建者查爾斯·韋特莫爾（Charles Wetmore）将第一枝长相思带到了美国加利福尼亚。在利佛摩的山谷种植生产。20世纪70年代长相思葡萄首次被引入新西兰混合了慕勒-圖高作为实验种植。

## 气候地理条件
长相思葡萄树经常发芽晚但成熟早，这使得它能够很好在阳光明媚的气候中发育却不暴露在炎炎烈日下。适合生长在温暖的地区，如南非、澳大利亚和加利福尼亚。葡萄的地区受到高热量，葡萄会很快成为熟透和生产的葡萄酒风味和扁平酸度沉闷。全球变暖已经影响到长相思葡萄，全球气温上升导致农民收获葡萄早于他们过去。长相思葡萄起源于法国的波尔多和卢瓦尔河谷地区。现在广泛种植在加利福尼亚、澳大利亚、智利和南非。长相思葡萄酒现在越来越流行了，喜爱白葡萄酒的饮用者将它替代赛美容。

## 葡萄酒产区
此葡萄品种的某些法定产区
- Bordeaux 波尔多法定产区
- Pessac-Léognan 佩萨克-雷奥良法定产区
- Cérons 塞龙法定产区
- Côtes de Blaye 布拉伊酒区法定产区
- Entre-Deux-Mers 两海间法定产区